# Циндао Иглз
«Циндао Иглз» (кит. 青岛国信海天雄鹰篮球俱乐部, англ. Qingdao Guoxin Haitian Eagle Club) — китайский баскетбольный клуб, выступающий в Северном дивизионе Китайской баскетбольной ассоциации (КБА). Представляет город Циндао, провинция Шаньдун, КНР.

## История
Профессиональная команда была основана в декабре 2003 года, однако в полупрофессиональном статусе выступала и ранее — с 1995 по 2001 год под названием «Цзинань Цзюньцюй», с 2001 по 2003 — «Шуансин Цзицзюнь Тяньма». В сезоне 2004 года выступала в Национальной баскетбольной лиге Китая — в сезоне 2007-08 годов занимала в нём 3-е место. Так как в сезоне 2008-09 годов клуб «Бэйцзин Олимпианс» не смог выступать в Китайской баскетбольной ассоциации, «Циндао» занял его место в элитном дивизионе.

## Известные игроки
- Дидье Илунга-Мбенга
- Владимир Штимац
- Хамед Хаддади
- Сюэ Юйян
- Ли Гэнь
- Трэйси Макгрэди
- Ди Браун
- Торрэй Брэггз
- Крис Уильямс
- Амаль МакКаскилл
- Айвен Джонсон
- Джош Селби
- Алан Уильямс